# Element Eighty
Element Eighty ist eine US-amerikanische Nu-Metal-Band aus Tyler, Texas, die im Jahr 2000 gegründet wurde und sich im Jahr 2006 trennte. Nach einer Neugründung im Jahr 2007 wurde die Band im Jahr 2010 wieder aufgelöst. Im Jahr 2021 erfolgte eine weitere Neugründung.

## Geschichte
Die Gründungsmitglieder waren David Galloway (Gesang), Matt Woods (Gitarre), Ryan Carroll (Schlagzeug) und Roon (Bass). Bereits ein Jahr nach ihrer Gründung veröffentlichten sie am 21. Juni 2001 ihr erstes Album Mercuric. Das Album wurde von der Band persönlich produziert und vertrieben. Der Name entstammt dem achtzigsten Element des Periodensystems Quecksilber, das im Englischen dem Titel des Albums entspricht.
Im April 2003 unterschrieben sie einen Vertrag bei Republic Records und veröffentlichten am 8. Oktober 2003 ihr erstes Majorlabelalbum Element Eighty. Auf ihm sind sowohl neue Songs, als auch Lieder vom Album Mercuric zu hören. Danach waren sie mit Bands wie Sevendust, Ill Niño, Flaw, 40 Below Summer und Mushroomhead auf Tour.
Nach einigen Monaten erkannten sie, dass ihre Plattenfirma, trotz des Erfolgs des selbstbetitelten Albums (unter anderem waren sie beteiligt am Soundtrack zum Rennspiel Need for Speed: Underground), nicht für sie arbeitete. Es gab weder Videos, Promotion noch Versuche die Band bekannter zu machen. Deshalb trennten sie sich Ende 2004 vom Label.
Wenig später verließ der ursprüngliche Bassist Roon die Band und wurde von Zack Bates abgelöst. Am 5. November 2005 veröffentlichten sie ihr zweites Album The Bear über das selbstgegründete Label Texas Cries Records. Dort nahmen sie auch unbekanntere Bands auf, welche aber im Zuge der Berühmtheit von Element Eighty davon profitieren, dass sie als Vorband auftreten. The Bear wurde in physischer Form nur in geringer Stückzahl über die bandeigene Seite und bei Konzerten vertrieben, alternativ kann man das Album nur als MP3-Download erwerben.
Ihren letzten Auftritt hatte die Band an Silvester 2006 im Ridglea Theater Fort Worth, Texas. Danach trennte sich die Band, ohne jedoch je eine Begründung abgegeben zu haben.
Im Mai 2007 gab die Band ihre Wiedervereinigung bekannt und begann die Arbeit an einem vierten Studioalbum, das jedoch nie fertiggestellt wurde. Auf ihrer MySpace-Seite gab die Band 2010 folgendes Statement ab: „Wir wissen, dass ihr euch alle wundert, was derzeit passiert. Im Idealfall würden wir unterwegs sein und spielen und eine produktive Band sein, aber das Leben nimmt seinen Lauf und gewisse Aspekte davon kann man nicht kontrollieren. Wir spielen immer noch, aber das Leben auf Tour ist derzeit nicht machbar. Was ein neues Album betrifft, haben wir einige Songs geschrieben. In einer perfekten Welt würden wir die CD-Produktion bereits fertiggestellt haben und sie würde bereits in euren Händen liegen. Wir haben nichts außer Respekt und Liebe für euch.“
Im Jahr 2021 erfolgte nach elfjähriger Unterbrechung eine erneute Wiedervereinigung, ein neues Album mit dem Titel A.D. erschien 2023.

## Diskografie

### Alben
- 2001: Mercuric
- 2003: Element Eighty (manchmal auch „I“ genannt, eigentlich aber ohne Titel)
- 2005: The Bear
- 2023: A.D.

### Singles
- 2003: Broken Promises
- 2021: Ego
- 2022: Mountain
- 2022: Defender
- 2022: Dying Day
- 2023: Outsider